# Estació de trens de Drauffelt
L'Estació de trens de Drauffelt (en luxemburguès: Gare Draufelt; en francès: Gare de Drauffelt, en alemany: Bahnhof Drauffelt) és una estació de tren que es troba a Drauffelt, al nord de Luxemburg. La companyia estatal propietària és Chemins de Fer Luxembourgeois. L'estació està situada en el ramal ferroviari de la línia 10 CFL, que connecta la ciutat de Luxemburg amb el centre i nord del país.

## Servei
Drauffelt rep els serveis ferroviaris pels trens de Intercity (IC) i Regional Express (RE) amb relació a la línia 10 CFL entre Luxemburg i Troisvierges, o Gouvy i Liers (Bèlgica)